# چندبرابرکننده فرکانس نوری
یک چندبرابرکننده فرکانس نوری (به انگلیسی: optical frequency multiplier)، یک قطعه نوری غیرخطی است که در آن فوتون‌های در حال برهمکنش با یک ماده غیرخطی، به‌طور مؤثر «ترکیب» می‌شوند تا فوتون‌های جدیدی با انرژی بیشتر و در نتیجه فرکانس بالاتر (و طول‌موج کوتاه‌تر) تشکیل دهند. در حال حاضر دو نوع افزاره رایج هستند: دوبرابرکننده‌های فرکانس، که اغلب بر اساس نیوبات لیتیوم (LN)، لیتیوم تانتالات (LT)، پتاسیم تیتانیل فسفات (KTP) یا لیتیوم تری‌بورات (LBO) ساخته می‌شوند، و سه‌برابرکننده‌های فرکانس که معمولاً از پتاسیم دی‌هیدروژن فسفات (KDP) ساخته می‌شوند. هر دو به‌طور گسترده در آزمایش‌های نوری که از لیزر به عنوان منبع نور استفاده می‌کنند، مورد استفاده قرار می‌گیرند.

## تولید هارمونیک
دو فرایند وجود دارد که معمولاً برای دستیابی به تبدیل استفاده می‌شوند: تولید هارمونیک دوم (SHG، که دو برابر کردن فرکانس نیز نامیده می‌شود) یا تولید مجموع فرکانس که دو فرکانس غیرمشابه را جمع می‌کند. تولید مستقیم هارمونیک سوم (THG، که به آن سه‌برابرسازی فرکانس نیز گفته می‌شود) نیز وجود دارد و می‌توان از آن برای تشخیص فصل مشترک بین مواد با تحریک‌پذیری متفاوت استفاده کرد. برای مثال، از آن برای استخراج طرح کلی سلول‌ها در جنین‌ها، جایی که سلول‌ها توسط آب از هم جدا می‌شوند، استفاده شده است.

## لیزرها
چندبرابرکننده‌های فرکانس نوری در لیزرهای پُرقدرت رایج هستند، به‌ویژه آنهایی که برای آزمایش‌های همجوشی محصورسازی لختی (آی‌سی‌اِف) استفاده می‌شوند. آی‌سی‌اِف تلاش می‌کند از لیزر برای گرم کردن و فشرده‌سازی هدفی حاوی سوخت همجوشی استفاده کند و در آزمایش‌هایی با لیزر شیوا مشخص شد که فرکانس‌های فروسرخ تولید شده توسط لیزر، بیشتر انرژی خود را در الکترون‌های داغی که در اوایل فرایند گرمایش تولید می‌شوند، از دست می‌دهند. برای جلوگیری از این مشکل، طول‌موج‌های بسیار کوتاه‌تری مورد نیاز بود و آزمایش‌ها روی لیزر اومگا و لیزر نووت، استفاده از کریستال‌های کِی‌دی‌پی با سه‌برابرسازی فرکانس را برای تبدیل نور لیزر به فرابنفش تأیید کرد، فرآیندی که از آن زمان تقریباً در هر آزمایش آی‌سی‌اِف با محرک-لیزر، از جمله مرکز ملی احتراق، استفاده شده است.